# Balegem
Balegem is een dorpje in Belgische provincie Oost-Vlaanderen en een deelgemeente van Oosterzele, het was een zelfstandige gemeente tot de gemeentelijke herindeling van 1977.

## Geschiedenis
De plaatsnaam werd reeds in 1181 vermeld als Badelengien. Deze naam zou afkomstig zijn van het Germaanse "Badul-ingha-haim", wat staat voor "woonplaats (heem) van de clan van Badulo".
De plaats was al in de 12de eeuw in het bezit van de heren van Rode. Het was samen met het nabijgelegen Scheldewindeke en Moortsele een van de vier leenhoven in het het Land Van Rode, met vierschaar in Scheldewindeke. Het viel onder de kasselrij van het Land van Aalst. In 1697 werd het als afzonderlijke heerlijkheid afgescheiden en kwam in bezit van twee dochters van de markies van Rode, Lopez-Maria Rodriguez d'Evora y Vega. In 1728 kwam de heerlijkheid door huwelijk en aankoop in bezit van de familie de la Tour-Tassis. Binnen Balegem lagen ook andere heerlijkheden waarvan die van Bottele de belangrijkste was. Daar was een kasteel dat echter in de Franse tijd openbaar werd verkocht en daarna gesloopt. In de 20e eeuw werden er nog resten van aangetroffen.

## Demografische ontwikkeling
- Bronnen:NIS, Opm:1831 tot en met 1970=volkstellingen; 1976 = inwoneraantal op 31 december

## Bezienswaardigheden
- De Sint-Martinuskerk werd, op de plaats van de oude gelijknamige kerk, gebouwd in 1862-1865. De ingang van de nieuwe kerk werd nu voorzien aan de Dorpsstraat, de oude kerk stond dus 180° gedraaid en had de ingang aan de Sint-Martensdries. In september 1866 kwam bisschop Hendrik-Frans Bracq, bisschop van Gent deze kerk inzegenen. Pastoor was E.H. Baerdemaker en Pieter Jan Baele was burgemeester.
- De stenen berg- en windmolen "Guillotinemolen" aan de Molenstraat 1, gebouwd in 1789. Ze werd gebruikt voor het malen van granen maar ook als oliemolen - beschermd monument sinds 1975.
- De Jeneverstokerij Van Damme, een ambachtelijke bedrijf als deel van een boerderij. Sedert 1862 in gebruik maar nu ook gericht op hoevetoerisme.
- De Windekemolen/molen De Visscher, afgebrand in 1910 en heropgebouwd door molenaar Hector De Visscher. Deze molen behoort tot grondgebied Balegem en is gelegen op de grens met Scheldewindeke.
- De Klepmolen vlak bij de grens met Zottegem.
- De watermolen van Balegem aan het Muldershof.
- De groeve van de Balegemse steen.
- De pijlerkapel met lindeboom in het gehucht Issegem
- Het domein van het Kasteel van Leeuwergem ligt gedeeltelijk op het grondgebied van Balegem.

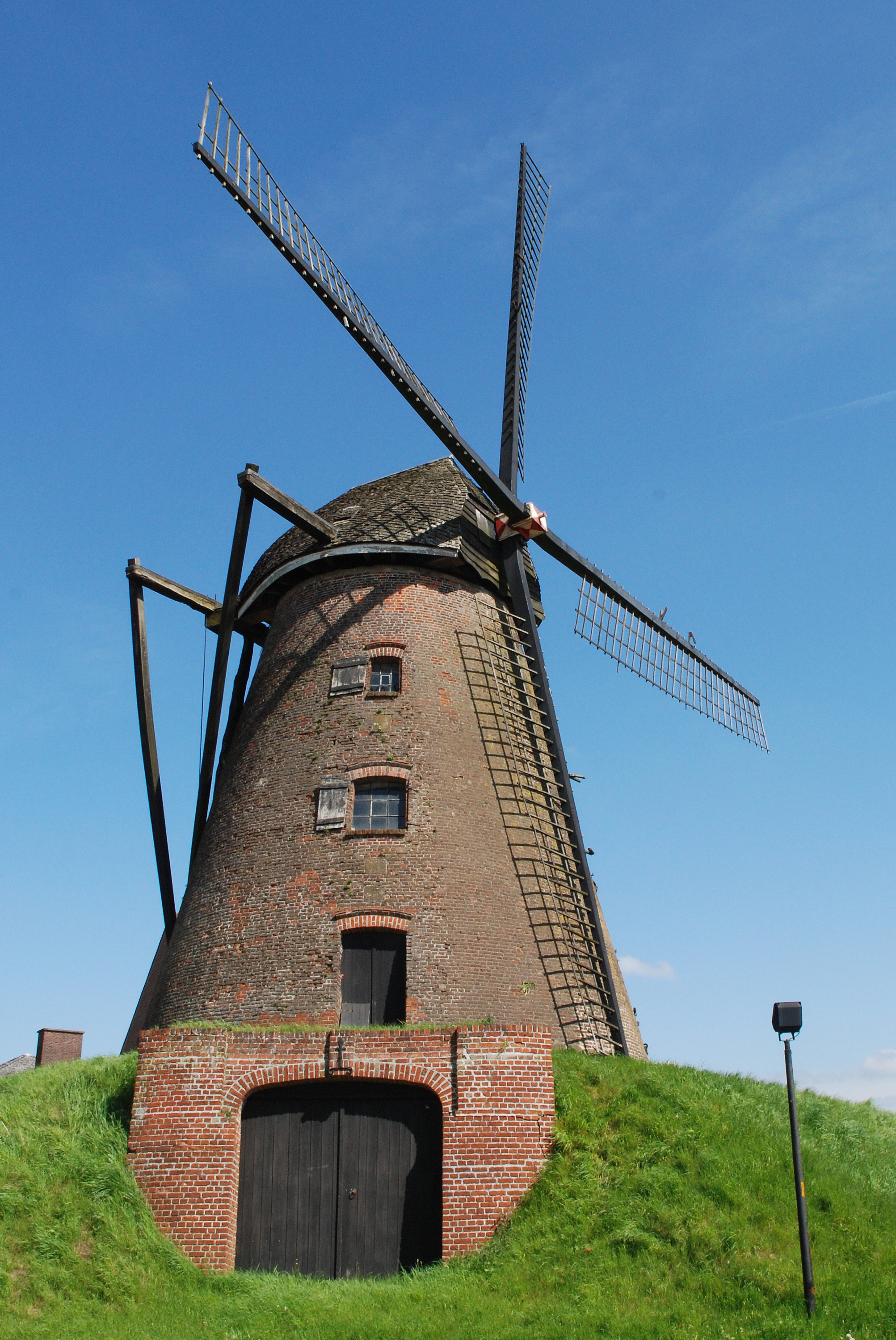
De Guillotinemolen in de Molenstraat.
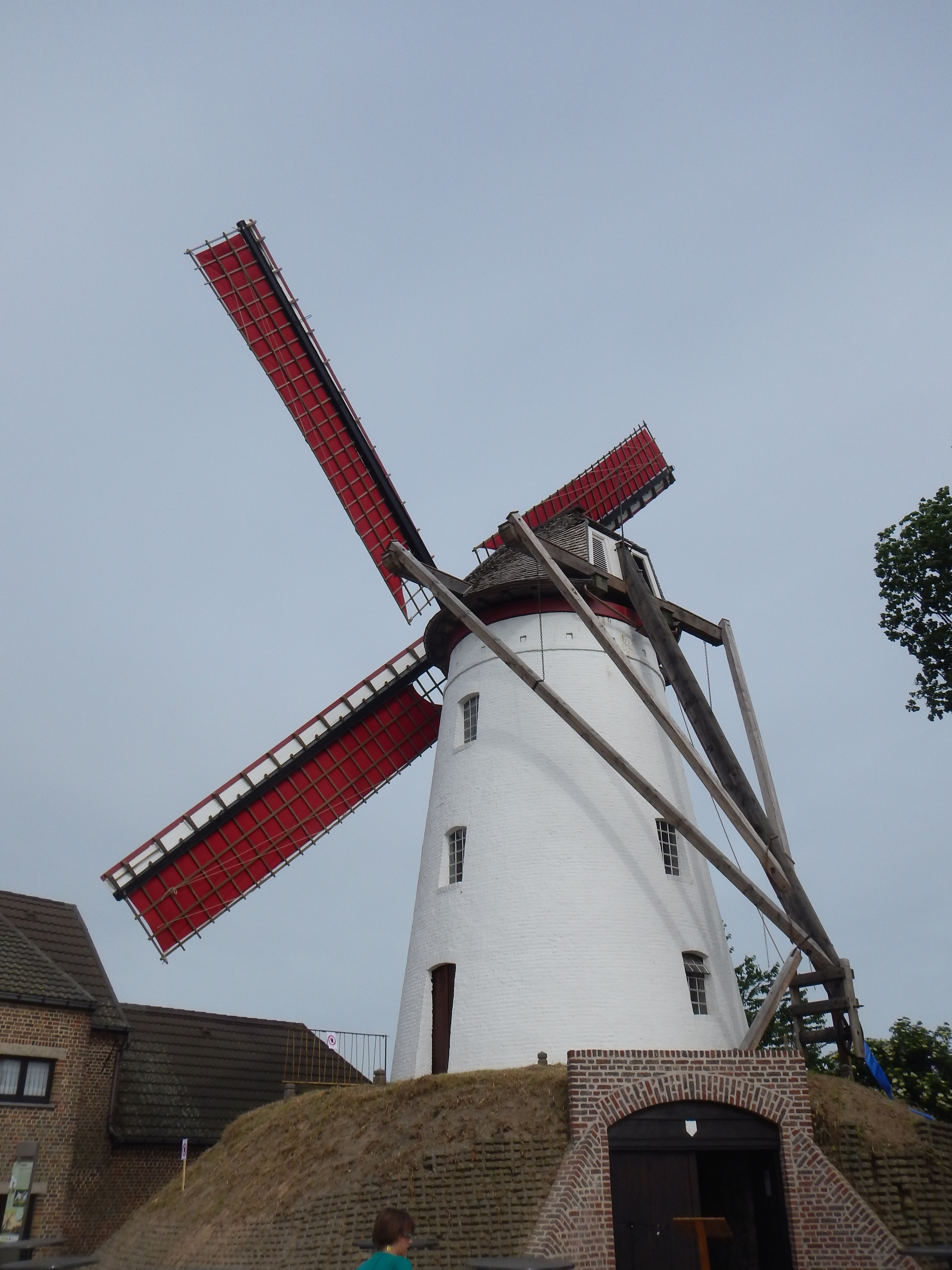
De Klepmolen.
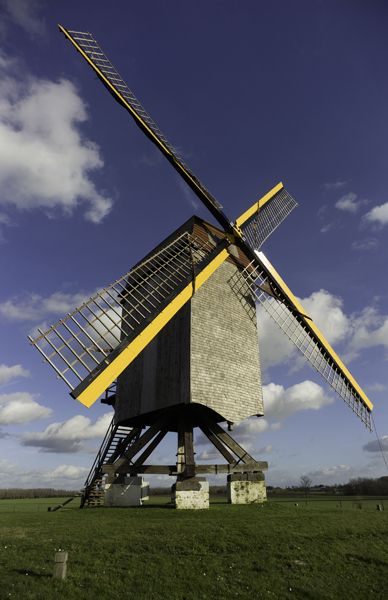
De Windekemolen.
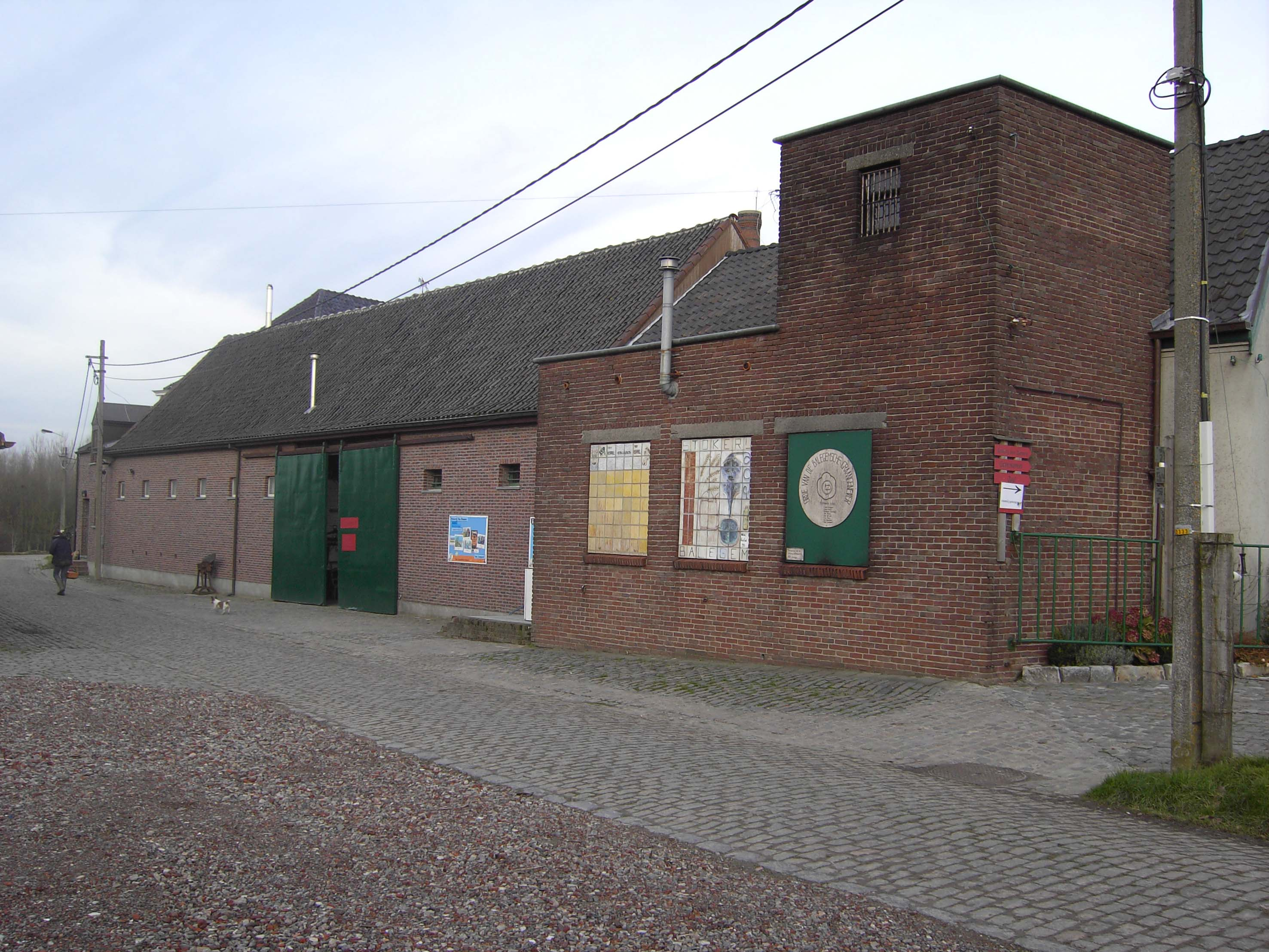
De jeneverstokerij Van Damme.
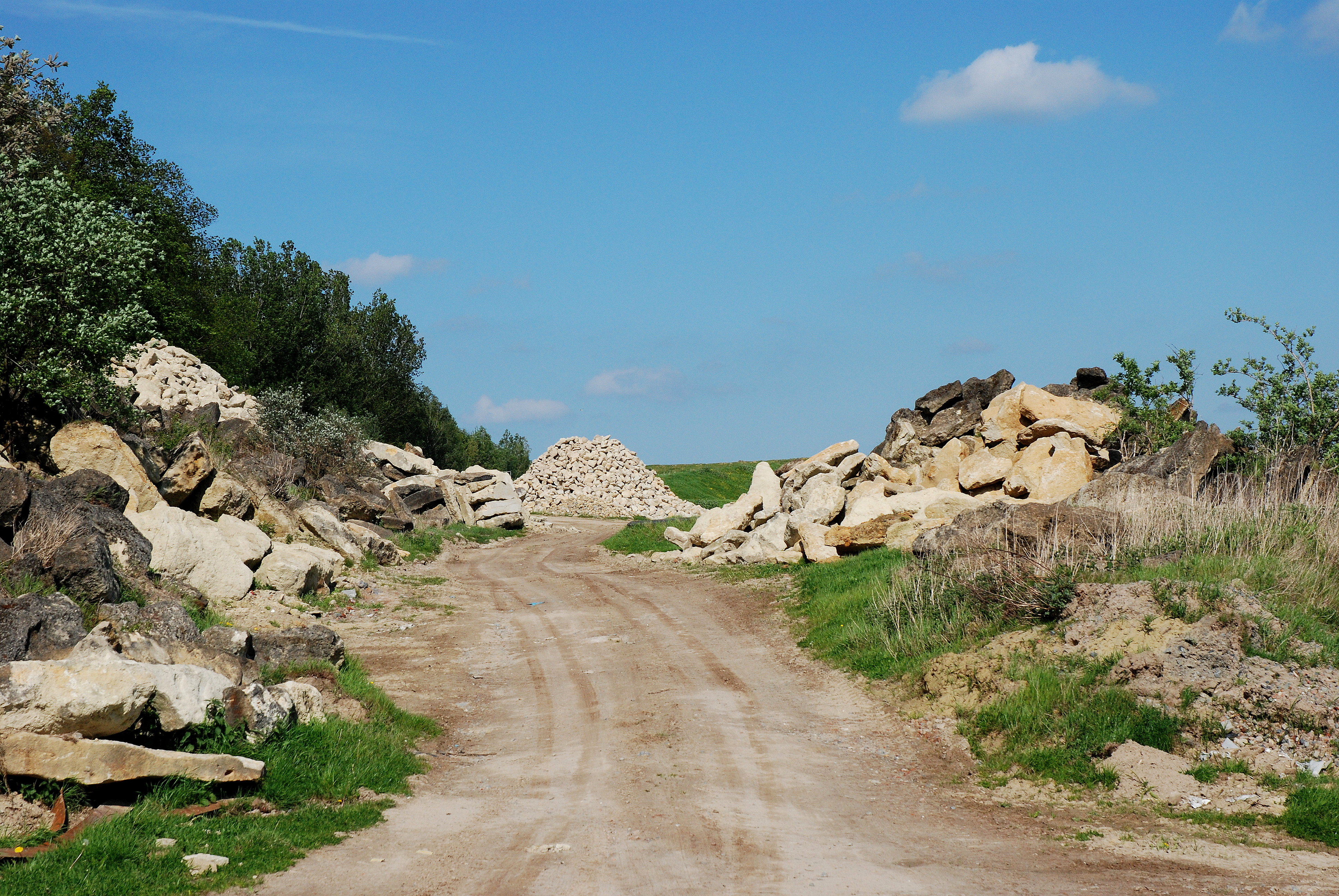
Balegemse steen.
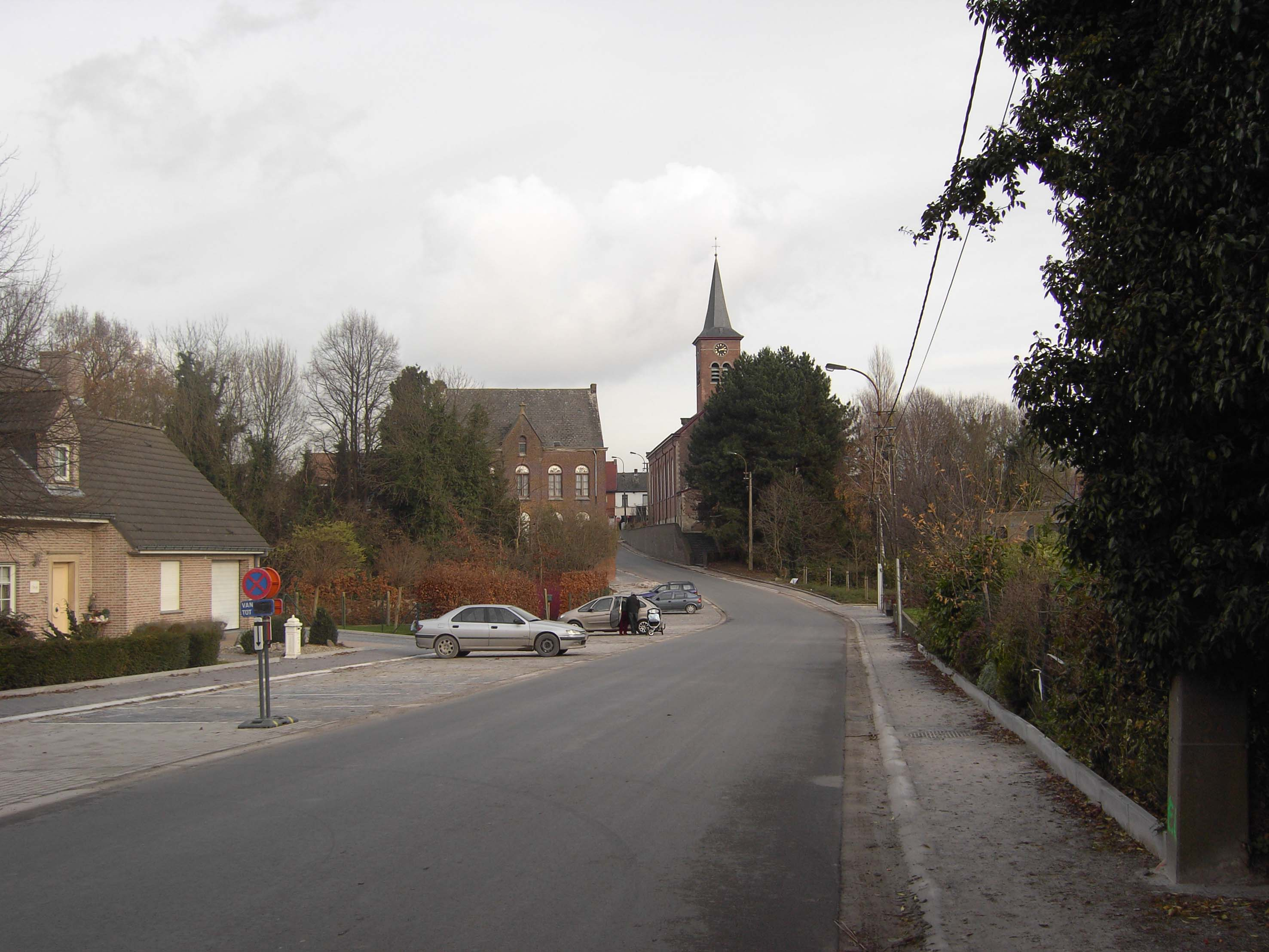
De Pastorieberg met kerk (1863) en pastorie.

## Natuur en landschap
Balegem ligt op een uitloper van de Vlaamse Ardennen in Zandlemig Vlaanderen. De hoogte bedraagt ongeveer 50 meter. Balegem ligt aan de Molenbeek, die er ontspringt. Iets ten noorden van de dorpskom voegt ook de Begijnenbeek zich daarbij.
De belangrijkste natuurgebieden zijn het Ettingebos in het noorden en de Vosbroeken in het zuidoosten, in de vallei van de Molenbeek.
De Balegemse steen is een zandsteen die veel werd gebruikt, onder meer voor de talloze gebouwen aan de Graslei in Gent, waar Balegemse zandsteen is in verwerkt, zie ook: kalkzandsteen.

## Evenementen
- Het is de bakermat van Balegemse jenever en op de laatste zondag van augustus wordt er stokerijfeest gevierd. Balegemse jenever is door de Europese Unie erkend als beschermde geografische aanduiding.
- Om de twee jaar is er ook een volksfeest: Bruisend Balegem. Dit gaat telkens door op 15 augustus in de even jaren. Het houdt in dat het centrum van Balegem voor een dag verkeersvrij is en dat voetgangers de straten innemen. Ze kunnen genieten van diverse optredens en deelnemen aan allerlei volksspelen.

## Nabijgelegen kernen
Scheldewindeke, Sint-Lievens-Houtem, Velzeke